# 一夜成名
《一夜成名》（英語：One Night To Be Star）导演石磊，主演维塔斯、黄圣依、刘桦、王思懿、田娃、那威。

## 剧情
该片讲述黄土高坡放羊娃“铁柱”走出贫穷落后的陕西北部，来到异国他乡闯荡的人生励志故事。

## 演出
| 演员                         | 角色   | 备注 |
| 田娃                         | 铁柱   |      |
| 维塔利·弗拉达索维齐·格拉乔夫 | 维塔斯 |      |
| 黄圣依                       | 隋晓菲 |      |
| 刘桦                         | 范娱乐 |      |
| 卡门·玛索拉                  | 玛索拉 |      |

## 花絮
该片是音乐喜剧，该片亮点在于音乐歌星“维塔斯”的加盟。
该片制作期间，坊间流传“维塔斯”猝死的谣言，被制片人否决。